# Andrea Maffei

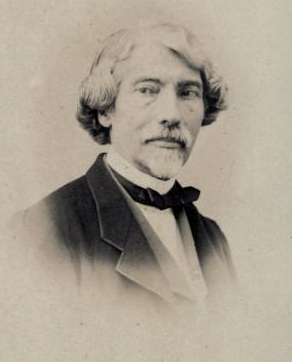
Andrea Maffei.

Andrea Maffei, född 19 april 1798, död 27 november 1885, var en italiensk poet.
Maffei verkade främst som översättare av tysk poesi. Främst märks hans utmärkta tolkningar av Schillers samtliga dramer 1827. Maffei översatte även Goethes Faust och Hermmann und Dorothea, Gessners idyller, Grillparzers Medea, Heines Almansor und Ratcliff; dessutom från engelskan bland annat John Miltons Paradise lost, Byrons Cain, dikter av Thomas Moore och några dramer av Shakespeare. Maffei skrev själv lyrik, bland annat Atti, affetti, fantasie (1864) samt operatexter, bland annat libretton till Verdis I masnadieri.